# Ria Vandervis
Ria Vandervis é uma atriz neozelandesa mais conhecida por interpretar a vilã Miratrix em Power Rangers: Operation Overdrive.

## Biografia
Ria estudou na UNITEC School of Performing & Screen Arts e completou o curso de três anos para poder trabalhar como atriz.

## Carreira
Desde 2002 a 2006 atuou em várias obras de teatro para UNITEC. Um ano depois obteve um papel secundário no filme The Devil Dared Me To, onde interpretou Cindy Cockburn a noiva de Dick Johansonson, que morre quando um dos truques Dick corre mal. 
Em 2007 participou no elenco principal da série Power Rangers: Operation Overdrive, onde interpretou a vilã Miratrix, a fiel serva de Kamdor, que pode transformar se em uma humana chamada Mira que procura destruir os Power Rangers.
Em junho do mesmo ano ajudou junto de seus companheiros o programa a primeira convenção de fans dos  Power Rangers, realizada em Los Ángeles.
Em 2009 apareceu como convidada em series como The Cut, Rescue Special Ops e na segunda temporada de Packed to the Rafters, onde interpretou Layla Soubrani, uma companheira de trabalho de Nathan Rafter. Ese mesmo ano apareceu na série criminal Underbelly: A Tale of Two Cities, onde deu vida a Kay Reynolds, uma jovem que é amiga de Allison Dine (interpretada por Anna Hutchison), e a recruta para ajudá-la a trasportar drogas para fora do país. 
Em 2010 participou no elenco principal do drama australiano Cops: L.A.C., onde interpretou a Detective Oficial Mayor Roxanne Perez. Em novembro do mesmo ano e após apenas uma temporada a série foi cancelada pelo canal Nine devido a baixa audiência.
Em 2013 participou no elenco da série neozelandesa Harry onde interpretara Christie "Millsy" Mills.

## Filmografia

### Séries de Televisão
| Ano             | Série                              | Personagem              | Notas          |
| --------------- | ---------------------------------- | ----------------------- | -------------- |
| 2013 - presente | Harry                              | Christie "Millsy" Mills | -              |
| 2010            | Cops: L.A.C.                       | Roxanne Perez           | 13 episódios   |
| 2009            | Packed to the Rafters              | Layla Soubrani          | 7 episódios    |
| 2009            | Rescue Special Ops                 | Jasmine                 | episódio # 1.2 |
| 2009            | The Cut                            | Vanessa Stewart         | 4 episódios    |
| 2009            | Underbelly: A Tale of Two Cities   | Kay Reynolds            | 4 episódios    |
| 2007            | Power Rangers: Operation Overdrive | Miratrix/Mira           | 20 episódios   |
| -               | Emeralds                           | Elena                   | -              |

### Filmes
| Ano  | Filme                 | Personagem     | Notas          |
| ---- | --------------------- | -------------- | -------------- |
| 2007 | The Devil Dared Me To | Cindy Cockburn | com Matt Heath |
| 2006 | Billy for Lilly       | Sarah          |                |
| 2005 | Tough Fortune Cookies | Fran           |                |
| 2005 | Oedipus               | Julie          |                |
| 2005 | The Speed of Love     | Melody         |                |
| 2005 | Bully for You         | Cassie         |                |
| 2004 | A Telling Time        | Julie          |                |
| 2004 | Lovely Creature       | Siren          |                |

### Teatro
| Ano  | Obra             | Personagem     | Director (a)                     | Teatro             |
| ---- | ---------------- | -------------- | -------------------------------- | ------------------ |
| 2005 | Romeo & Juliet   | Lady Capulet   | Linda Cartwright & Lisa Brickell | UNITEC Productions |
| 2005 | Overdose         | Danika         | Cameron Rhodes                   | UNITEC Productions |
| 2005 | Blam in Gilead   | Babe           | Jonathon Hendry                  | UNITEC Productions |
| 2005 | The Collective   | Bea/Poet/Grete | Jude Gibson                      | UNITEC Productions |
| 2004 | At the Bay       | Moira Morrison | Roz Gardner                      | UNITEC Productions |
| 2004 | Spring Awakening | Welda Bergman  | Raymond Hawthorne                | UNITEC Productions |

### Aparições
| Ano  | Título          | Notas                     |
| ---- | --------------- | ------------------------- |
| 2007 | Power Morphicon | como ela mesma & Miratrix |